# 法國-摩洛哥戰爭
法國-摩洛哥戰爭，發生在1844年，原因是法國征服阿爾及利亞後當地抵抗運動領袖阿卜杜·卡迪爾和很多支持他的部落撤退到摩洛哥。

## 前奏
阿卜杜·卡迪爾曾利用摩洛哥東北部作為一個避難所，並早在1840年作募兵基地，進行反法軍事行動。法國進行了重复的外交活動要求蘇丹阿卜杜勒拉赫曼停止支持卡迪爾，但摩洛哥內部的政治分歧使這個要求幾乎是不可能的。
在1843年雙方關係緊張加劇了，當法國軍隊為追逐的阿卜杜勒·卡迪爾支持者進入到摩洛哥，這些人包括來自摩洛哥阿拉維部落，和法國當局解釋自己作為一個事實上的宣戰行為。法國軍事當局揚言如果摩洛哥對阿卜杜·卡迪爾的支持並沒有撤回，以及阿爾及利亞和摩洛哥之間的邊界適當劃定使對未來入侵的防禦系統能夠成立，法國則要進軍摩洛哥。

## 軍事行動
戰爭開始於1844年8月6日，一隊法國艦隊在弗朗索瓦·奧爾良指揮下砲擊海岸城市丹吉爾。1844年8月14日伊斯利战役使雙方衝突達到頂峰，由蘇丹王子西迪·穆罕默德指揮的大量摩洛哥部隊被托马-罗贝尔·比若擊敗了。
摩洛哥的主要大西洋貿易港索维拉，在1844年6月被弗朗索瓦·奥尔良砲擊並直接佔領。

## 丹吉爾條約
在1844年9月10日雙方簽訂丹吉爾條約正式結束戰爭，摩洛哥同意逮捕和取締阿卜杜·卡迪爾，降低其在烏季達駐軍的規模，並建立一個委員會來劃定摩洛哥及阿爾及利亞的邊界。
蘇丹阿卜杜勒拉赫曼同意這些條款，這相當於投降法國的要求，使摩洛哥陷入大混亂。阿拉維和其他部落地區威脅分裂以支持阿卜杜·卡迪爾，有些人則主張廢黜阿卜杜勒拉赫曼。蘇丹和他的兒子們最終奪回控制權，並指出聖戰如沒有他們的支持只是叛亂。阿卜杜·卡迪爾最終在1847年12月向法國當局投降。